# 17 juin
Pour les articles homonymes, voir Dix-Sept-Juin.
17 mai 17 juillet
Chronologies thématiques
- Croisades
- Ferroviaires
- Sports
- Disney
- Anarchisme
- Catholicisme

Abréviations / Voir aussi
- (° 1852) = né en 1852
- († 1885) = mort en 1885
- a.s. = calendrier julien
- n.s. = calendrier grégorien
- Calendrier
- Calendrier perpétuel
- Liste de calendriers
- Naissances du jour

Le 17 juin est le 168e jour, moins souvent le 169e, de l'année du calendrier grégorien ; il en reste ensuite 197.
Son équivalent était généralement le 29 prairial du calendrier républicain ou révolutionnaire français, officiellement dénommé jour de la pivoine.

## Événements

### XIIesiècle
- 1120 : bataille de Cutanda durant la Reconquista espagnole sur l'occupant maure de la péninsule ibérique.

### XIIIesiècle
- 1242 : vingt-quatre charretées du Talmud sont solennellement brûlées en place de Grève à Paris.

### XIVesiècle
- 1397 : Éric de Poméranie est couronné roi de l'union de Kalmar, créée par Marguerite Ire de Danemark.

### XVesiècle
- 1429 : victoire des Français à Beaugency, dans le cadre de la campagne de la Loire.
- 1462 : Vlad Tepes lance l'attaque de nuit à Târgoviște contre les forces de Mehmed II.

### XVIesiècle
- 1567 : emprisonnement de Marie Stuart[1].
- 1579 : Francis Drake prend possession de la Californie, qu'il nomme Nova Albion[2].

### XVIIesiècle
- 1609 : victoire de l'armée russo-suédoise contre la république des Deux Nations qui soutenait le second faux Dimitri à la bataille de Torjok.
- 1665 : victoire portugaise décisive à la bataille de Montes Claros pendant la guerre de Restauration.
- 1668 : le marquis d'Humières, gouverneur de Flandre, pose la première pierre de la citadelle de Lille.

### XVIIIesiècle
- 1775 : bataille de Bunker Hill.
- 1789 : les États généraux se transforment en Assemblée nationale en France.
- 1795 : la poudrerie de Pont-de-Buis-lès-Quimerch est pillée par les chouans.

### XIXesiècle
- 1815 : marquant le début de la seconde guerre barbaresque, bataille du cap Gata, entre l'escadre américaine du commandant Decatur et le vaisseau amiral de la marine algérienne qui est capturé.
- 1876 : bataille de Rosebud Creek.
- 1877 : bataille de White Bird Canyon.
- 1900 : victoire de l'Alliance, à la seconde bataille des forts de Taku, pendant la guerre des Boxers, en Chine.

### XXesiècle
- 1933 : quatre policiers et un détenu sont tués, dans le massacre de Kansas City.
- 1940 : 
  - le maréchal Pétain demande l'armistice à l'Allemagne.
  - Appel du 17 juin 1940, par Charles Tillon.
- 1944 : proclamation de la république, en Islande.
- 1953 : répression des émeutes de juin à Berlin-Est, par les troupes soviétiques. La rue du 17 juin, à Berlin, commémore cet événement.
- 1970 : soulèvement de Zemla / Zemla intifada des partisans de la République arabe sahraouie démocratique contre son occupant espagnol puis marocain (commémoré in fine ci-après).
- 1972 : arrestation de cinq « cambrioleurs » dans le complexe immobilier du Watergate du parti démocrate des États-Unis[3].
- 1994 : adoption de la convention des Nations unies sur la lutte contre la désertification.

### XXIesiècle
- 2011 : 
  - résolution n° 1987 (en), du Conseil de sécurité des Nations unies, consistant en une recommandation sur la nomination du Secrétaire général de l’Organisation des Nations unies ;
  - résolutions n° 1988 & n° 1989 (en), du Conseil de sécurité des Nations unies, face à des menaces contre la paix et la sécurité internationales, résultant d’actes de terrorisme.
- 2013 :
  - démission du président du gouvernement tchèque, Petr Nečas, à la suite d'une affaire de corruption et d'abus de pouvoir.
  - arrestation de Michael Applebaum, maire par intérim de Montréal, pour une affaire de corruption.
- 2015 :
  - l'Union européenne prolonge ses sanctions contre la Russie jusqu’en 2016, à la suite de l'annexion par cette dernière de la Crimée en violation du droit international.
  - attaque à Monguno.
- 2018 : Iván Duque emporte le second tour de l'élection présidentielle en Colombie.
- 2019 : massacre de Gangafani et Yoro, pendant la guerre du Mali.

## Arts, culture et religion
- 653 : le pape Martin Ier est arrêté par Théodore Calliopas.
- 1631 : sitôt mort Arjumand Bânu Begam ci-après est projetée la construction du Taj Mahal en sa mémoire.
- 1961 : passage du danseur russe Rudolf Noureev à l'aéroport du Bourget près de Paris en France lequel y fait une demande d'asile politique.
- 2015 : un prix Princesse des Asturies est décerné à Wikipédia dans une catégorie « Coopération internationale ».

## Sciences et techniques
- 2021 : l'équipage de Shenzhou 12 devient le premier à occuper la station spatiale chinoise[4] (emblème ?).

## Économie et société
- 1892 : mise en service de la Brienz Rothorn Bahn.
- 1939 : le guillotiné Eugène Weidmann est le dernier condamné à perdre la tête en public en France.
- 1940 : naufrage du paquebot transatlantique Lancastria qui entraîne entre 4 000 et 6 000 victimes.
- 2017 : des incendies de forêt autour de Pedrógão Grande au Portugal causent 64 morts.

## Naissances

### XIIIesiècle
- 1239 (ou 18 juin) : Édouard Ier, roi d'Angleterre de 1272 à sa mort le 7 juillet 1307.

### XVIIesiècle
- 1606 : François III, duc de Rethel († 13 octobre 1622).
- 1682 : Charles XII, roi de Suède de 1697 à 1718 († 30 novembre 1718).

### XVIIIesiècle
- 1703 : John Wesley, prêtre britannique († 2 mars 1791).
- 1714 : César-François Cassini, astronome français († 4 septembre 1784).

### XIXesiècle
- 1802 : Hermann Mayer Salomon Goldschmidt, astronome et peintre allemand († 30 août 1866).
- 1811 : Jón Sigurðsson, homme politique islandais († 7 décembre 1879).
- 1818 : Charles Gounod, compositeur français († 18 octobre 1893).
- 1832 : sir William Crookes, chimiste et physicien britannique († 4 avril 1919).
- 1834 : Gaston Nouël de Buzonnière, sculpteur français.
- 1867 : 
  - Flora Finch, actrice anglaise († 4 janvier 1940).
  - John Robert Gregg, enseignant et éditeur irlandais, inventeur d’une méthode de sténographie († 23 février 1948).
- 1881 : Tommy Burns, boxeur canadien († 10 mai 1955).
- 1882 : Igor Stravinsky (Игорь Фёдорович Стравинский), compositeur russe, naturalisé français, puis américain († 6 avril 1971).
- 1888 : 
  - Heinz Guderian, général allemand († 14 mai 1954).
  - Jacow Trachtenberg (Яков Трахтенберг), ingénieur russe († 1953).
- 1892 : Ronald Rawson, boxeur poids lourd britannique, champion olympique († 30 mars 1952).
- 1898 :
  - Maurits Cornelis Escher, graveur néerlandais († 27 mars 1972).
  - Carl Hermann, cristallographe allemand († 12 septembre 1961).
- 1900 : 
  - Martin Bormann, haut dignitaire nazi allemand († 2 mai 1945).
  - Hermann Reutter, musicien allemand († 1er janvier 1985).

### XXesiècle
- 1902 : Sammy Fain, compositeur américain († 6 décembre 1989).
- 1904 :
  - Ralph Bellamy, acteur américain († 29 novembre 1991).
  - Patrice Tardif, homme politique québécois († 1er mai 1989).
- 1907 : 
  - Maurice Cloche, cinéaste français († 20 mars 1990).
  - Charles Eames, designer, architecte et cinéaste américain († 21 août 1978)
- 1909 : Régine Pernoud, historienne française († 22 avril 1998).
- 1910 : Diana Mitford, aristocrate britannique († 11 août 2003).
- 1914 : John Hersey, journaliste et écrivain américain († 24 mars 1993).
- 1915 : Marcel Cadieux, diplomate canadien, ambassadeur du Canada aux États-Unis († 19 mars 1981).
- 1916 : Terry Gilkyson (Hamilton H. Gilkyson III dit), musicien, chanteur, compositeur et parolier américain de "standards" de musiques folk et Disney († 15 octobre 1999).
- 1917 : Dufferin Roblin, homme politique canadien († 30 mai 2010).
- 1918 : 
  - Bernard Marie, arbitre de rugby et homme politique français († 10 février 2015).
  - Louis Nallard, peintre français († 15 octobre 1996).
- 1919 : Beryl Reid, actrice britannique († 13 octobre 1996).
- 1920 : 
  - François Jacob, biologiste français, prix Nobel de physiologie ou médecine en 1965 († 20 avril 2013).
  - Setsuko Hara (原 節子), actrice japonaise († 5 septembre 2015).
- 1922 : Jerry Fielding, compositeur américain († 17 février 1980).
- 1923 :
  - Anthony Joseph Bevilacqua, prélat américain († 31 janvier 2012).
  - Claude Santelli, réalisateur de télévision français († 14 décembre 2001).
- 1924 : Keith Larsen, acteur, réalisateur, producteur et scénariste américain († 13 décembre 2006).
- 1925 : Yvon Gattaz, chef d'entreprise français, président d'organisations patronales dont le CNPF de 1981 à 1986.
- 1926 : Bernard Dhéran, acteur français († 27 janvier 2013).
- 1927 : Lucio Fulci, réalisateur italien († 13 mars 1996).
- 1928 : 
  - M'hamed Issiakhem, peintre et enseignant algérien († 1er décembre 1985).
  - Peter Seiichi Shirayanagi (ペトロ 白柳 誠一), prélat japonais († 30 décembre 2009).
- 1929 :
  - François-Mathurin Gourvès, prélat français († 12 août 2020).
  - Joe Matthews, homme politique sud-africain († 19 août 2010)
  - Tigran Petrossian (Տիգրան Պետրոսյան/Тигран Вартанович Петросян), joueur d'échecs soviétique († 13 août 1984).
  - Maurice Travail, acteur français († 3 août 1994).
- 1930 : Cliff Gallup, guitariste américain († 9 octobre 1988).
- 1931 :
  - Yves Barsacq, acteur français († 4 octobre 2015).
  - Paule Bayard, actrice québécoise († 28 novembre 1975).
- 1932 : 
  - Sabin Bălaşa, peintre et réalisateur roumain († 1er avril 2008).
  - Jany Le Pen, seconde épouse de Jean-Marie Le Pen également française.
  - Jean Ricardou, écrivain français 23 juillet 2016.
- 1933 : 
  - Christian Ferras, musicien français († 14 septembre 1982).
  - Hugues Vassal, photographe, journaliste, reporter-photographe et écrivain français, cofondateur de l'agence Gamma, photographe attitré d'Edith Piaf.
- 1934 : Charles Level (Charles Leveel dit), auteur-compositeur-interprète français  († 24 octobre 2015).
- 1935 : Zhang Xinyan, Chang Hsin Yen (張鑫炎), ou Cheung Yam-Yim (zh)[5], cinéaste chinois, réalisateur d'une 2è version filmée du Temple de Shaolin sortie en 1982.
- 1936 : Ken Loach, réalisateur britannique.
- 1938 : Satoshi Miyazaki (聡宮崎), maître karatéka japonais († 31 mai 1993).
- 1939 : Krzysztof Zanussi, cinéaste polonais.
- 1940 : 
  - Marcel Aubour, footballeur français.
  - Angelo Rinaldi, écrivain, critique littéraire et académicien français.
- 1941 : Roger Quemener, athlète de marches athlétiques français.
- 1943 : 
  - Barry Manilow, chanteur et musicien américain.
  - Raymond Ramazani Baya, homme politique et diplomate congolais († 1er janvier 2019).
  - Stephen Clark, nageur américain, triple champion olympique en relais.
- 1944 : 
  - Janna Bitchevskaïa (Жанна Владимировна Бичевская), chanteuse russe.
  - Jean-Luc Moreau, comédien et metteur en scène français.
- 1945 : 
  - Paul Kennedy, historien britannique spécialisé dans les relations internationales et la géostratégie, auteur.
  - Eddy Merckx, cycliste belge.
- 1946 : 
  - Ernie Eves, homme politique canadien.
  - Gérard Miquel, homme politique français.
  - Alain Sarteur, athlète de sprint français.
  - Aleksandr Gazov, tireur sportif soviétique, champion olympique.
- 1947 :
  - Michel Pastoureau, historien français.
  - Gregg Rolie, claviériste et chanteur américain des groupes Santana et Journey.
- 1949 :
  - Françoise Dorner, actrice et auteure française.
  - Patrick Lapeyre, écrivain français.
- 1950 : 
  - Marc Jolivet, cinéaste, comédien et humoriste français.
  - Lee Tamahori, réalisateur néo-zélandais de cinéma.
  - Rudolf Mang, haltérophile allemand († 1er mars 2018).
- 1951 :
  - John Garrett, gardien de but puis analyste de hockey sur glace canadien.
  - Sarclo (Michel de Senarclens Chinet dit), chanteur suisse.
- 1952 :
  - Étienne Chatiliez, réalisateur français.
  - Michael Milbury, joueur, entraîneur et gérant américain de hockey sur glace.
  - Fabienne Thibeault, chanteuse canadienne.
- 1955 : Robert Sauvé, gardien de but puis agent de joueurs de hockey sur glace québécois, gagnant du trophée Vézina en 1980, et du trophée William-M.-Jennings en 1985.
- 1956 : 
  - Lionel Cassan, présentateur français & occitan de programmes télévisés (speaker) et animateur d'Antenne 2 puis France 2 († 18 août 2002).
  - Pierre-Édouard Detrez, joueur de rugby à XV français.
- 1957 : Grace de Capitani, actrice française.
- 1958 : Sam Hamad, homme politique québécois d’origine syrienne.
- 1959 : 
  - Thierry Brac de La Perrière, évêque français.
  - Francis Ginibre, comédien et humoriste français du duo Les Chevaliers du fiel.
- 1960 : 
  - Thomas Haden Church, acteur, réalisateur et scénariste américain.
  - Kim Tae-gyun (김태균), réalisateur sud-coréen.
- 1961 :
  - Denis Lavant, comédien français.
  - Gérard de Suresnes, animateur de radio français († 10 mai 2005).
  - Lee Han-wi (en) (이한위), acteur sud-coréen.
- 1962 : Lio (Wanda Maria Ribeiro Furtado Tavares de Vasconcelos dite), chanteuse belgo-portugaise francophone.
- 1963 : 
  - Shin Joon-sup (신준섭), boxeur sud-coréen.
  - Greg Kinnear, acteur américain.
  - Jean-Marc Micas, évêque de Tarbes et Lourdes.
- 1964 :
  - Diane Murphy, actrice américaine.
  - Erin Murphy, actrice américaine.
  - Michael Groß, nageur allemand, triple champion olympique.
- 1966 : Jason Patric, acteur américain.
- 1968 : Minoru Suzuki (鈴木 実), catcheur et pratiquant de MMA japonais.
- 1969 : Paul Tergat, athlète kényan.
- 1970 : Stéphane Fiset, joueur de hockey sur glace québécois.
- 1972 : Iztok Čop, rameur d'aviron slovène, champion olympique.
- 1973 :
  - Aurélie Filippetti, femme politique française, ministre de la Culture et de la Communication de 2012 à 2014.
  - Louis Leterrier, cinéaste français.
  - Leander Paes, joueur de tennis indien.
- 1976 : Scott Adkins, acteur et expert aux arts martiaux britannique.
- 1978 : Isabelle Delobel, patineuse française.
- 1980 : Venus Williams, joueuse de tennis américaine.
- 1982 :
  - Arthur Darvill, acteur britannique.
  - Jodie Whittaker, actrice britannique.
- 1983 :
  - Kazunari Ninomiya (二宮和也), chanteur japonais du groupe Arashi.
  - Lee Ryan, chanteur britannique du groupe Blue.
- 1984 : Si Tianfeng (司 天峰), athlète chinois.
- 1985 :
  - Márcos Baghdatís (Μάρκος Παγδατής), joueur de tennis chypriote.
  - Andrea Demirović (Андреа Демировић), chanteuse monténégrine.
- 1986 :
  - Marie Avgeropoulos, actrice canadienne.
  - Kate Conway, actrice canadienne.
  - Guilhem Guirado, joueur de rugby à XV français.
- 1987 :  Kendrick Lamar, rappeur américain.
- 1988 :
  - Mark Payne, basketteur américain.
  - Stephanie Rice, nageuse australienne.
- 1990 : Hansle Parchment, athlète jamaïcain.
- 1993 : Dougie Hamilton, défenseur de hockey sur glace canadien.
- 1997 :
  - K.J. Apa (Keneti James Fitzgerald Apa dit), acteur néo-zélandais.
  - Amir Coffey, basketteur américain.

## Décès

### VIIesiècle
- 656 : Othmân ibn Affân (عثمان بن عفان), troisième calife de l'islam (° 574).
- 676 : Adéodat II, pape de l'Église catholique (° 621).

### IXesiècle
- 900 : Foulques le Vénérable, archevêque de Reims (° inconnue).

### XIesiècle
- 1025 : Boleslas Ier le Vaillant, roi de Pologne en 1025 (° 967).
- 1091 : Thierry V, comte de Hollande (° 1052).

### XIVesiècle
- 1361 : Ingeborg Hakonsdatter, princesse de Norvège (° 1301).
- 1374 : Bertrand de Cosnac, prélat et juriste français (° vers 1310).

### xvesiècle
- 1400 : Jan z Jenštejna, archevêque de Prague (° 27 septembre 1347).

### XVIesiècle
- 1501 : Jean Ier Albert Jagellon, roi de Pologne de 1492 à 1501 (° 1459).
- 1565 : Yoshiteru Ashikaga (足利 義輝), shogun japonais (° 31 mars 1536).

### XVIIesiècle
- 1631 : Arjumand Bânu Begam (अर्जुमंद बानो बेगम), épouse de l'empereur moghol Shah Jahan (° avril 1593).
- 1649 : Injo, roi de Joseon (° 7 décembre 1595).
- 1696 : Jean III Sobieski, roi de Pologne de 1674 à 1696 (° 17 août 1629).

### XVIIIesiècle
- 1734 : Claude Louis Hector de Villars, militaire français (° 8 mai 1653).
- 1760 : Louis-Guy de Guérapin de Vauréal, prélat et diplomate français (° 3 janvier 1687).
- 1762 : Prosper Jolyot de Crébillon, dramaturge français (° 13 janvier 1674).
- 1771 : Daskaloyánnis, révolutionnaire grec (° 1725).
- 1795 : Amateur-Jérôme Le Bras des Forges de Boishardy, militaire français et chef chouan (° 13 octobre 1762).
- 1797 : Agha Mohammad Chah, chah d'Iran (° 14 mars 1742).

### XIXesiècle
- 1808 : Louis-Joseph de Montmorency-Laval, prélat français (° 11 décembre 1724).
- 1813 : Charles Middleton, officier de la Royal Navy et un homme politique britannique (° 14 octobre 1726).
- 1821 : Martín Miguel de Güemes, militaire et homme politique argentin (° 8 février 1785).
- 1863 : 
  - Franz Xaver Gruber, compositeur et organiste autrichien (° 27 novembre 1787).
  - Wolfred Nelson, militaire et homme politique canadien (° 10 juillet 1791).
- 1866 : Joseph Méry, écrivain français (° 21 janvier 1797).

### XXesiècle
- 1903 : Alexandre Augustin Célestin Bullier, sculpteur français (° 28 avril 1824).
- 1907 : Sergio Corazzini, poète italien (° 6 février 1886).
- 1921 : Louis V de La Trémoille, aristocrate et homme politique français (° 28 mars 1863).
- 1939 : Eugen Weidmann, criminel allemand (° 5 février 1908).
- 1940 : Arthur Harden, biochimiste britannique, prix Nobel de chimie en 1929 (° 12 octobre 1865).
- 1941 : Johan Wagenaar, compositeur et musicien néerlandais (° 1er novembre 1862).
- 1942 : Charles Fitzpatrick, homme politique canadien (° 19 décembre 1853).
- 1950 : Jules Tissot, biologiste français (° 17 février 1870).
- 1960 : Pierre Reverdy, poète français (° 11 septembre 1889).
- 1961 : Jeff Chandler, acteur américain (° 15 décembre 1918).
- 1968 : 
  - Cassandre, graphiste français (° 24 janvier 1901).
  - Alexeï Kroutchenykh, écrivain et poète soviétique (° 21 février 1886).
- 1969 : Primo Magnani, cycliste sur piste italien (° 31 mars 1892).
- 1970 : Manuel Gómez-Moreno, archéologue et historien espagnol (° 21 février 1870).
- 1974 : 
  - Pamela Britton, actrice américaine (° 19 mars 1923).
  - Pauline Carton actrice française (° 4 juillet 1884).
  - Axel von Harnack, scientifique, historien et philologue allemand (° 12 septembre 1895).
- 1980 : Robert Jacquinot, cycliste sur route français  (° 31 décembre 1893).
- 1982 : Roberto Calvi, homme d'affaires italien (° 13 avril 1920).
- 1986 : Kate Smith, chanteuse et animatrice de télévision américaine (° 1er mai 1907).
- 1987 : Fabio Battesini, cycliste sur route italien (° 19 février 1912).
- 1989 : Stanley David Griggs, astronaute américain (° 7 septembre 1939).
- 1991 : Vladimir Tomilovsky, peintre russe (° 4 avril 1901).
- 1996 : 
  - Maurice Chevance, homme politique  et résistant français (° 6 mars 1910).
  - Thomas Kuhn, philosophe américain (° 28 juillet 1922).
  - Edmond Roudnitska, parfumeur français (° 1905).
  - Carlo Tonon, cycliste sur route italien (° 25 mars 1955).
  - Ida Peerdeman, voyante des présumées apparitions mariales d'Amsterdam de 1945 à 1959) (° 13 août 1905)[6].
- 1997 : 
  - Lev Kopelev, écrivain dissident soviétique (° 9 avril 1912).
  - Hector Yazalde, footballeur argentin (° 29 mai 1946).
- 1998 : Manuel Vidal, footballeur espagnol (° 24 août 1906).
- 1999 : 
  - Basil Hume, prélat britannique, cardinal et archevêque de Westminster (° 9 mars 1923 ).
  - Camille Malvy, footballeur français (° 8 février 1912).

### XXIesiècle
- 2001 :
  - Hugo Díaz, caricaturiste costaricien (° 18 juin 1930).
  - Thomas Joseph Winning, prélat britannique, cardinal et archevêque de Glasgow (° 3 juin 1925).
- 2004 : Gerry McNeil, gardien de but professionnel de hockey sur glace canadien (° 17 avril 1926).
- 2005 : Charles Lavigne, architecte français (° 17 mai 1944).
- 2006 :
  - Arthur Franz, acteur américain (° 29 février 1920).
  - Abdoul-Khalim Saïdoullaïev (Абдул-Халим Саламович Сайдулаев), président autoproclamé tchétchène (° 2 juin 1966).
- 2007 : 
  - Angelo Felici, prélat italien (° 26 juillet 1919).
  - Gianfranco Ferré, couturier et styliste italien (° 15 août 1944).
  - Jean-William Lapierre, sociologue français (° 17 avril 1921).
- 2008 : 
  - Cyd Charisse, actrice et danseuse américaine (° 8 mars 1922).
  - Henryk Mandelbaum, survivant polonais du Sonderkommando d'Auschwitz-Birkenau (° 15 décembre 1922).
- 2009 : Ralf Dahrendorf, sociologue et homme politique germano-britannique (° 1er mai 1929).
- 2010 : 
  - Sebastian Horsley, artiste anglais  (° 8 août 1962).
  - Andy Ripley, joueur de rugby à XV anglais (° 1er décembre 1947).
- 2011 : 
  - David Brockhoff, joueur de rugby à XV puis entraîneur australien (° 8 juillet 1928).
  - Jean-Paul Brouchon, journaliste sportif français (° 15 septembre 1938).
  - Ronald France, acteur québécois (° 20 mai 1936).
- 2012 : 
  - Stéphane Brosse, skieur-alpiniste français (° 20 octobre 1971).
  - Rodney King, citoyen américain victime de violence policière (° 2 avril 1965).
- 2013 : 
  - Michael Baigent, écrivain néo-zélandais (° 27 février 1948).
  - Manel Comas, entraîneur de basket-ball espagnol (° 29 novembre 1945).
  - Pierre-Ferdinand Côté, haut fonctionnaire québécois, directeur général des élections du Québec de 1978 à 1997 (° 16 juillet 1927).
  - Jacques Fauché, peintre français (° 2 octobre 1927).
- 2014 : 
  - Patsy Byrne, actrice britannique (° 13 juillet 1933).
  - Mario Llamas, joueur de tennis mexicain (° 30 mars 1928).
  - Jorge Romo, footballeur mexicain (° 20 avril 1923).
- 2015 : 
  - Nicola Badalucco, scénariste et journaliste italien (° 13 mai 1929).
  - Ron Clarke, athlète et écrivain australien (° 21 février 1937).
  - Süleyman Demirel, homme d’État turc, président de la Turquie de 1993 à 2000 et Premier ministre turc de 1965 à 1993 (° 1er novembre 1924).
  - Roberto Marcelo Levingston, trente-sixième président de l'Argentine de 1970 à 1971 (° 19 janvier 1920).
  - Clementa Pinckney, pasteur et sénateur américain élu(e) à la Chambre des représentants de la Caroline du Sud de 1997 à 2000 (° 30 juillet 1973).
  - Başar Sabuncu, réalisateur et scénariste turc (° 9 septembre 1943).
  - Francisco Domingo Barbosa Da Silveira, évêque catholique uruguayen (° 26 mars 1944).
  - Jeralean Talley, femme américaine, doyenne de l'humanité en 2015 (° 23 mai 1899).
- 2016 : 
  - Rubén Aguirre, acteur mexicain (° 15 juin 1934).
  - Ron Lester, acteur américain (° 4 août 1970).
  - Loretto Petrucci, cycliste sur route italien (° 18 août 1929).
- 2017 : 
  - Iván Fandiño, matador espagnol (° 29 septembre 1980).
  - Józef Grudzień, boxeur polonais (° 1er avril 1939).
  - Pierre Imhasly, écrivain, poète et traducteur suisse (° 14 novembre 1939).
  - Baldwin Lonsdale, prêtre et homme d'état vanuatais (° 1950).
  - William S. Massey, mathématicien américain (° 23 août 1920).
  - Omar Monza, basketteur argentin (° 17 février 1929).
  - Daniel Steyn, homme politique sud-africain (° 12 mai 1923).
- 2019 : Mohamed Morsi, homme d'État égyptien frère musulman, président élu de la République d'Égypte de 2012 à 2013, renversé et emprisonné par le militaire Al-Sissi (° 8 août 1951).
- 2020 : 
  - Jean Kennedy Smith, ambassadrice américaine en Irlande de 1993 à 1998, dernier enfant survivant connu de la fratrie du président J. F. Kennedy (° 20 février 1928).
  - Paulinho Paiaka(n) (pt), cacique amérindien kayapo du Brésil mort de la covid[7].
- 2022 : Jean-Louis Trintignant, acteur français.

## Célébrations

### Internationale
Journée mondiale de la lutte contre la désertification et la sécheresse.

### Nationales
- Guatemala et Salvador : dia del padre / « fête des pères »[9],[10].
- Islande : fête nationale[11].
- République arabe sahraouie démocratique (Union africaine ?) : commémoration du Zemla intifada / soulèvement de Zemla en 1970 ci-avant[12].

### Religieuse
Christianisme : célébration du prophète Amos avec lectures dudit Amos : Am. 1, 1-8 + Am. 7, 4-17 + Am. 9, 11-15 ; mais aussi de : Héb. 11, 32(-40) ; Mt. 22, 23-32 ; et pour mots communs entre Am. et Mt. : « Isaac », « Jacob » & « mourir » ; et entre Hb. et Mt. : « femme » & « résurrection » ; tout cela dans le lectionnaire de Jérusalem.

### Saints des Églises chrétiennes

#### Saints catholiques et orthodoxes du jour
Référencés ci-après, :
- Adulphe († vers 680) -ou « Adulf »-, frère de Botolf -ou « Botulphe »-, moine en Angleterre qui aurait été évêque d'Utrecht.
- Antide (Ve siècle), évêque de Besançon, décapité sous Chrocus, roi des Vandales.
- Avit († 530), moine.
- Blaste et Diogène († ?), martyrs.
- Blier de Sézanne (VIIe siècle), ermite.
- Herbaud (VIIIe siècle), ermite.
- Hervé († vers 568) dit « l'Aveugle », fils de sainte Riwanone, abbé fondateur de Lanhouarneau et apôtre de l'ouest de la Bretagne.
- Hypatios de Bithynie († 446), moine.
- Isaure, Innocent, Félix, Jérémie et Pérégrin (IIIe siècle), martyrs.
- Lucence de Provins (Xe siècle), laïque martyre.
- Manuel, Sabel et Ismaël († 362), martyrs.
- Nectan de Hartland († 510), ermite et martyr anglais.
- Nicandre et Marcien († v. 297), martyrs.
- Ours et Leubais (VIe siècle), ermites.
- Posen de Bourges (VIe siècle), ermite.
- Ramnold († 1001), abbé.
- Vérédème d'Avignon († 720), évêque.

#### Saints et bienheureux catholiques du jour
référencés ci-après :
- Marie la Douloureuse († 1294), recluse belge.
- Marie-Joseph Cassant († 1903), bienheureux moine français.
- Paolo Burali d'Arezzo († 1578), bienheureux évêque et cardinal italien.
- Philippe Papon († 1794), bienheureux prêtre français et martyr.
- Pierre Da († 1862), laïc vietnamien martyr.
- Pierre Gambacorta (XVe siècle), bienheureux religieux italien, fondateur des pauvres ermites de Saint Jérôme.
- Rainier de Pise († 1160), troubadour, joueur de lyre, prédicateur laïc, moine au monastère de Saint-Guy à Pise.
- Thérèse du Portugal († 1250), reine portugaise.

#### Saints orthodoxes?
Outre les saints œcuméniques voire pré-schismatiques ci-avant aux dates parfois "juliennes" / orientales...
- Ananie (ru) († 1581), moine iconographe au monastère Saint-Antoine à Novgorod en Russie.

### Prénoms du jour
Bonne fête aux Hervé,
- ses variantes masculines comme Harvey et Hervey ;
  - et en breton les formes masculines : Herve, Hoarne, Hoarnec, Hoarve, Houarn, Houarne, Houarneau, Houarnev, Houarno, Hwarno ;
- leurs formes féminines : Hervée, Herveline, Hervelyne et Herbeline ; 
  - et en bretonnes : Hervelina et Hervélina [et non pas Erwan(a) a priori plus proches des Yves et variantes (19 mai etc.)].

Et aussi aux :
- Émilie et ses variantes : Emilia, Émilia, Emily, Émily, Émilye (fêtes majeures les 24 août, 19 septembre).
- Aux Rainier.

## Traditions et superstitions

### Dictons
- « Beau temps à la sainte-Émilie, donne du fruit à la folie. »[15]
- « Soleil à la saint-Hervé, fait présager d'un bel été »[16]
- « Temps de Saint Hervé n’est pas toujours mauvais. »[17]

### Astrologie
Signe du zodiaque : 27e jour du signe astrologique des Gémeaux.

## Toponymie
Plusieurs voies, places, sites ou édifices de pays ou provinces francophones contiennent la date du jour dans leur nom sous différentes graphies possibles : voir Dix-Sept-Juin.